# Coenosia karli
Coenosia karli este o specie de muște din genul Coenosia, familia Muscidae, descrisă de Adrian C. Pont în anul 2001. Conform Catalogue of Life specia Coenosia karli nu are subspecii cunoscute.